# Fodhla Cronin O'Reilly
Fodhla Cronin O'Reilly é uma produtora cinematográfica irlandesa. Como reconhecimento, foi nomeado ao Oscar 2013 na categoria de Melhor Animação em Curta-metragem por Head Over Heels.